# Elżbieta Łabuńska
Elżbieta Łabuńska (ur. 5 czerwca 1910 w Toruniu, zm. 2 czerwca 1991 w Warszawie) – polska aktorka teatralna.
Debiutowała w 1928, a następnie grała w Teatrze Reduty Juliusza Osterwy i w Teatrze Wołyńskim w Łucku. Zamieszkała w Warszawie, początkowo grała w Teatrze Ateneum, a później w założonym przez Eugeniusza Poredę Teatrze Powszechnym. W czasie II wojny światowej została aresztowana i uwięziona w obozie koncentracyjnym Auschwitz. W 1945 po wyzwoleniu obozu wyjechała do Łodzi, gdzie grała w Teatrze Wojska Polskiego. Rok później przeniosła się do Teatru Kameralnego Domu Żołnierza, gdzie występowała przez dwa sezony. Zagrała w więźniarkę w nakręconym w 1947 filmie Ostatni etap. W 1949 otrzymała od Eugeniusza Poredy propozycję zagrania gościnnie na scenie Teatru Powszechnego, po roku postanowiła pozostać w stolicy, dołączyła do zespołu aktorów Teatru Nowej Warszawy, gdzie grała do 1955. Przez kolejne dwa sezony grała w Teatrze Młodej Warszawy, a następnie do przejścia na emeryturę w 1970 była związana z Teatrem Klasycznym. Pozostała aktywna zawodowo, związała się z Polskim Radiem, gdzie prowadziła audycje m.in. w języku niemieckim dla cudzoziemców.
Spoczywa na Cmentarzu Komunalnym Północnym (kwatera T-XXI-15-2-9).